# Amanda Bergstedt
Selma Amanda Bergstedt, född 5 december 1841 i Eker, Örebro, död 14 november 1918 i Nyköpings östra församling, var en svensk konstnär. Hon målade porträtt, genre och landskap och restaurerade även tavlor. Hon var dotter till kyrkoherden Nils Ulrik Bergstedt och Kristina Karolina Lecźínsky. 
Amanda Bergstedt studerade vid Konstakademien i Stockholm 1867–1873 och därefter i Paris 1882–1883 samt i Belgien och Nederländerna 1887. Hon arbetade som teckningslärare vid Högre allmänna läroverket i Visby 1880, Nyköping 1885–1893 och vid Lägre allmänna läroverket i Arboga 1893. Hon deltog i Konstakademins utställning 1873, Nordiska konstutställningen i Göteborg 1881 samt med Föreningen Svenska Konstnärinnors utställning på Konstakademin.

## Galleri

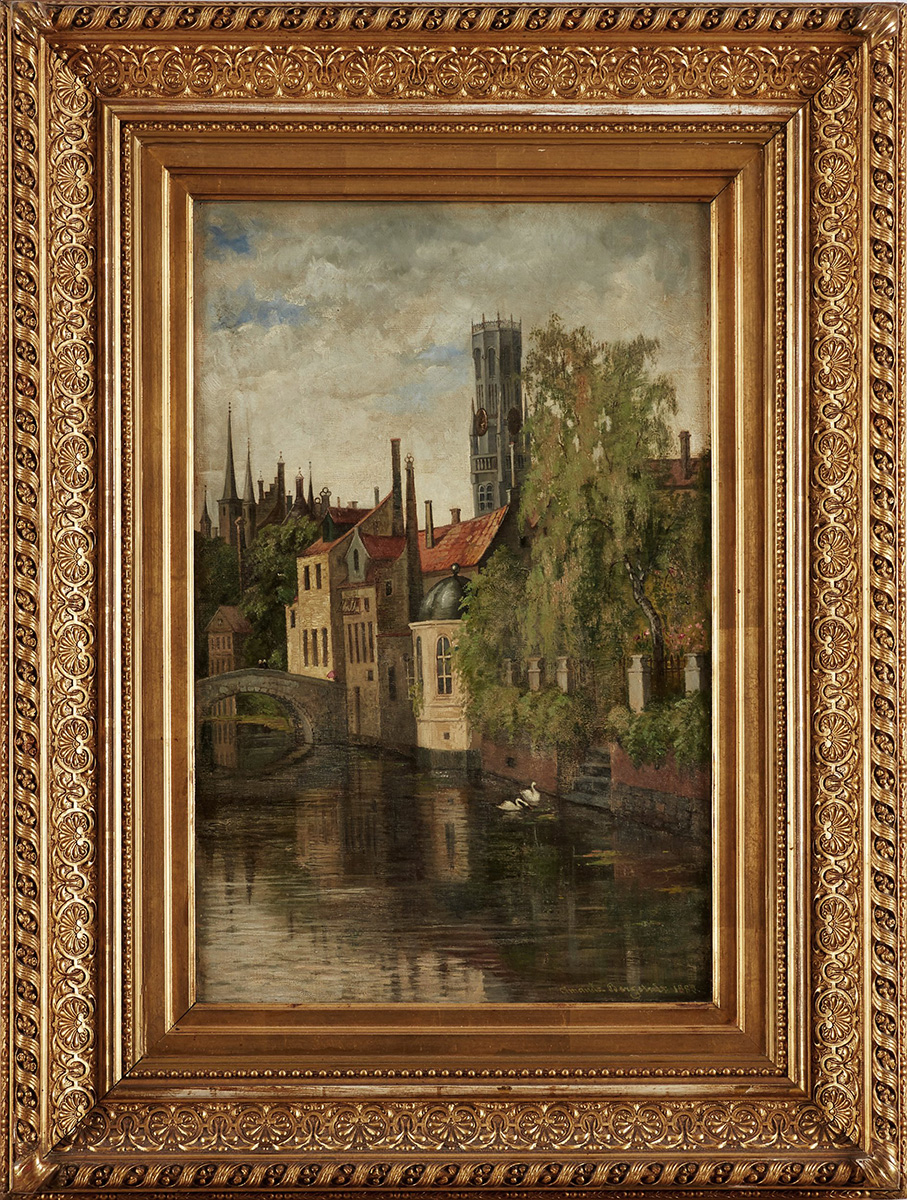
Kanalmotiv, 1888.